# 汚れてる暇なんかない
『汚れてる暇なんかない』（よごれてるひまなんかない）は石田拓実による日本の漫画作品。『Cookie』（集英社）2000年10月号から2002年10月号まで連載されていた。単行本全3巻。

## あらすじ
割と好きだった男からセフレ宣言され、松実サチコはぶち切れていた。失恋の痛手から立ち直るには合コンが一番だ、と友達に誘われ合コンに参加。傷口に塩でも塗り込むかのように、知り合った中村くんとあっさり一夜を共にしてしまった。
サチコが投げやり気味な恋愛をしてしまうのは、中学校の時の初恋の苦い経験があるからだった……。

## 登場人物
松実 幸子（まつみ さちこ）
主人公。彼氏という間柄でなくてもセックスできる女の子。「幸子」でなく「サチコ」と呼ばれたい。
中学では、彼氏ではない人とほぼ勢いでHしてしまったり、高校では「ヤリマン」などというあらぬ噂が立つなど、上手に恋愛できない。
井場 一也（いば かずや）
サチコとは中学生の時からの知り合い。実はサチコの初めての彼氏。サチコと別れた後は一時期ヤリチン生活を送っていた。別々の高校に進学したが、高2の時に再会、何でも話せる友達に。
宇治川 清子（うじがわ きよこ）
黒髪ロングの美人系。生々しいH話が苦手。高校生の頃、ライブでクミと意気投合し、井場とも仲良くなる。
田坂（たさか）
銀行に就職希望の一見普通の女の子だが、交友関係がとても広く、暴行未遂を受けたサチコのためにその謎に満ちた交友関係を駆使し、犯人を返り討ちにした。
新井 まゆみ（あらい まゆみ）
中学に入学して最初にサチコと仲良くなった女の子。林と付き合っていた。
林（はやし）
まゆみと付き合っていたが、サチコに襲い掛かる。その後「サチコに誘われた」と言い訳をし、サチコがヤリマン呼ばわりされるようになった原因を作った張本人でもある。
なきよ
本名は「秋代」。ヤリマンとの噂が立ち孤立していたサチコと仲良くなった。
下寺 つう（しもでら つう）
クミがサチコに紹介してくれた。肉体関係を持った人は3桁を越すという「伝説のヤリマン」らしい。親愛の情を示すのにキスをする。同作者による別作品『ジグ☆ザグ丼』の登場人物でもある。
前田（まえだ）
サチコのアルバイト先の男性。排卵日の数え方などにやけに詳しい。
クミ
経験豊富な女の子。サチコとは卒業後も大学まで付き合いが続く。一也の初Hの相手。
チハル・ケーコ
経験豊富な女の子。
慎悟（しんご）
同じ中学校の先輩。サチコの初Hの相手。サチコが処女かどうかを友達と賭けていた。

## 書誌情報
- 石田拓実 『汚れてる暇なんかない』 集英社 〈りぼんマスコットコミックスCookie〉、全3巻
  1. 2001年07月13日発売[1]、『Cookie』2000年10月号 - 12月号、2001年3月号、5月号、ISBN 4-08-856302-6
  2. 2002年01月15日発売[2]、『Cookie』2001年7月号 - 11月号、ISBN 4-08-856347-6
  3. 2002年10月15日発売[3]、『Cookie』2002年2月号 - 4月号、6月号、10月号、ISBN 4-08-856415-4
    - 外伝 初恋性徴編（『Cookie』2002年10月号）
    - クミちゃんのひみつ。（描きおろし）